# Робърт Ноулс
Робърт Ноулс (на английски: Robert Knolles) е известен английски военен, участвал в Стогодишната война и Войната за бретанското наследство. Подчинява два големи френски града на крал Едуард III. Запомнен е със своята жестокост.
Роден е в Чешър, Англия. Бие се в Боя на тридесетте. Участва в битките при Оре и Нахера. След участието си в Стогодишната война помага в потушаването на Селското въстание в Англия. Умира в Скълтхоуп, графство Норфолк, Англия.
Предводител е на свободна рота, член на която е рицарят Едуард Далингридж, чийто герб е резбован над вторичната порта на замъка Боудиъм, построен от Далингридж.